# 大束村
大束村（おおつかむら）は、宮崎県南那珂郡にあった村。現在の串間市の一部にあたる。

## 地理
鰐塚山地男鈴山の東方、福島川の流域に位置していた。

## 歴史
- 1889年（明治22年）5月1日、町村制の施行により、南那珂郡大平村、奈留村、一氏村、大矢取村が合併して村制施行し、大束村が発足[1][2]。旧村名を継承した大平、奈留、一氏、大矢取の4大字を編成した[2]。役場は大字大平字市ノ瀬に設置し、1894年（明治27年）同大字の字揚原に移転した[2]。
- 1911年（明治44年）大束青年会設立[2]。
- 1914年（大正3年）園田敬老会、大矢取敬老会設立[2]。
- 1917年（大正6年）南那珂郡営・赤池発電所が大字大平字蓬ケ迫に完成[2]。
- 1954年（昭和29年）11月3日、南那珂郡福島町、市木村、本城村、都井村と合併し、市制施行して串間市を新設して廃止された[1][2]。合併後、串間市大字大平、奈留、一氏、大矢取となる[2]。

## 産業
- 農業、林業、畜産[2]
- 馬の生産が盛んであった[2]。

## 教育
- 大束尋常高等小学校[2]（現串間市立大束小学校）